# Ritterstraße (Düsseldorf)
Die Ritterstraße ist eine Straße in der Düsseldorfer Altstadt.

## Geschichte

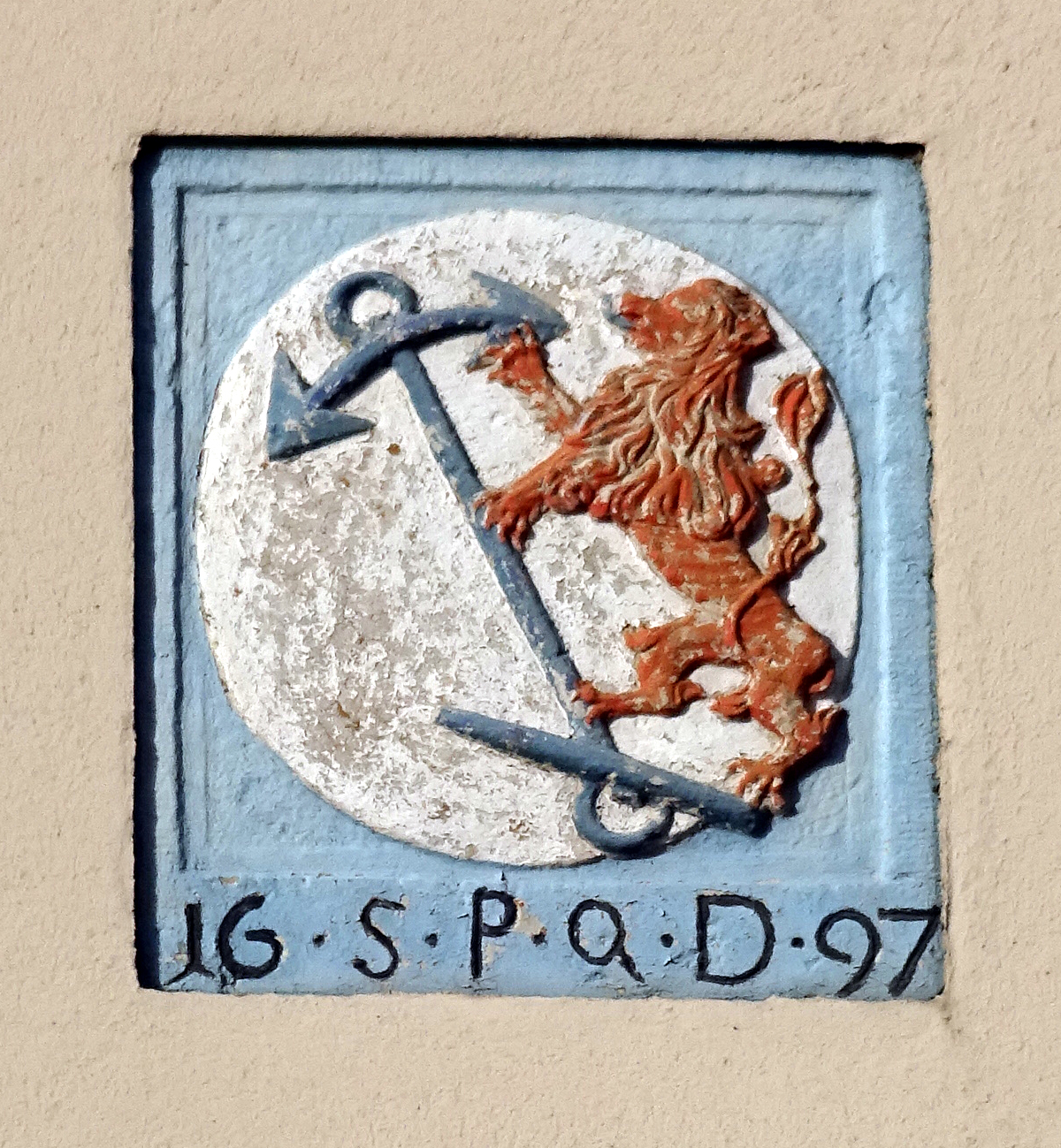

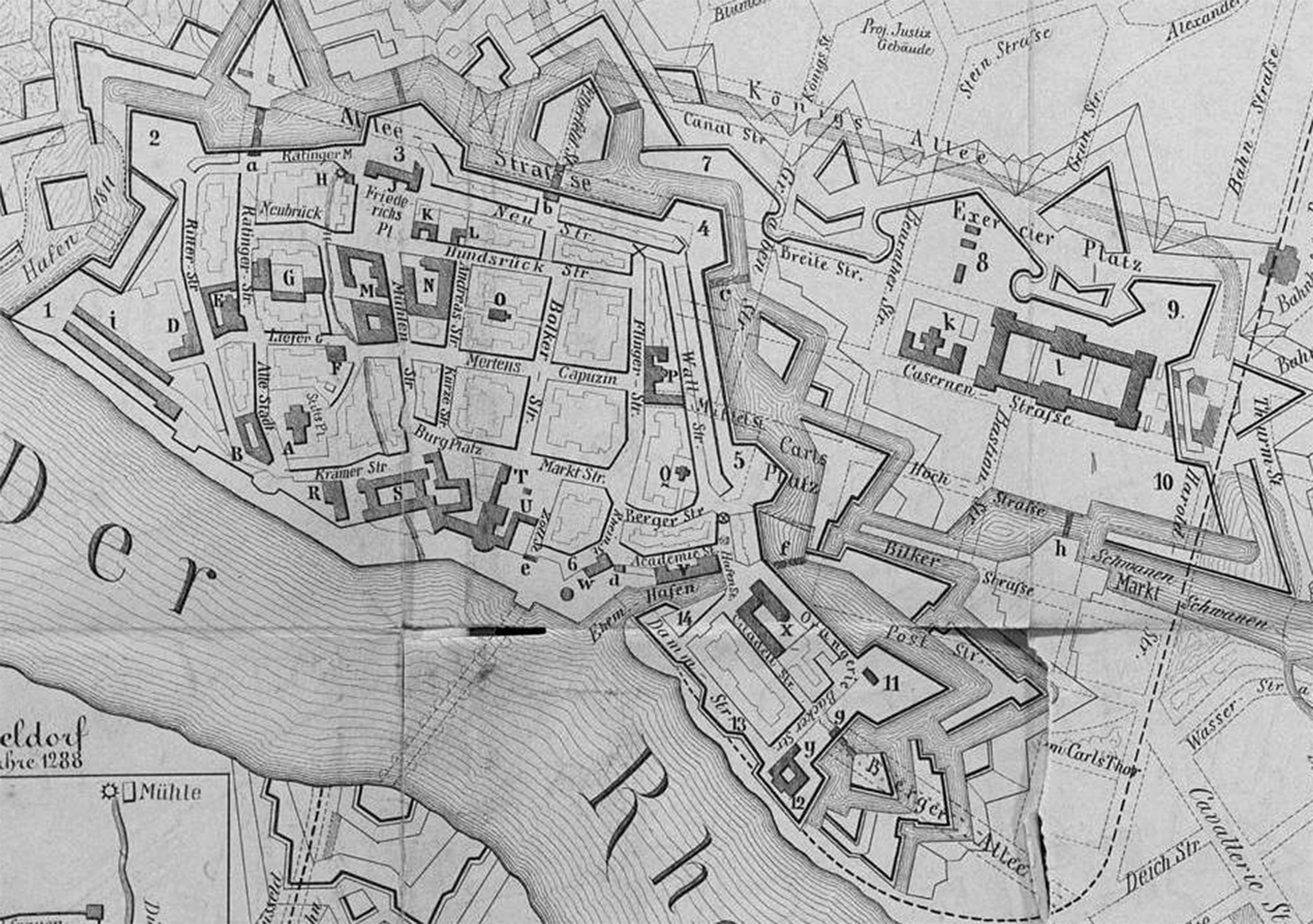
Historischer Plan der Stadt Düsseldorf mit Ritterstraße
Ernst von Schaumburg, 1866
B Carmelitessen Kloster u. Kirche (1643), jetzt Barmherzige Schwestern (Theresienhospital)
D Ursulinerinnen Kloster u. Kirche (1684)
E Kreuzbrüder (1443), jetzt (1866) [[Uniform|Monti[e]r]] Depot

Die Ritterstraße ist ein alter Straßenzug in der nördlichen Altstadt zwischen Rheinufer und dem Eiskellerberg. Der Namensursprung folgt aus dem „Die Wohnungen der Ritter“, d. h. der aus dem bergischen Adel hervorgegangenen Beamten. Die Straße hat eine geschlossene Randbebauung, die bis in das 17. Jahrhundert datiert.
Ferber beschreibt die Geschichte der Straße wie folgt:

„Wie schon früher gesagt, gehört die Ritterstrasse nicht zu den ältesten Strassen. Im ‚Landsteuerbuch von 1632‘ kommt sie ebenso wenig vor, wie im Steuerbuch von 1663, das uns gleichfalls vorliegt. Bei der Explosion des Pulterthurms 1634 konnten deshalb auch nur einige Häuser ‚achter der Mauer am Pulverthurme‘ beschädigt werden, andere waren nicht da. Erst fünfzig Jahre später beschloss Kurfürst Philipp Wilhelm das ‚neue Werk‘, das ist die dem Hafen zugewandte Seite der Ritterstrasse ausbauen zu lassen. Fast gleichzeitig 1684 trat eine Comisson zusammen, worunter Friedrich Christian Freiherr von Spee, Freiherr von Nesselrode und Dr. Contzen, um in Erwägung zu ziehen, ‚dass des Zuzuges der vielen Handelsleute wegen und zur mehrern Sicherheit des Gewerbes den Bürgern die Einquartierung zu entnehmen, für das Militär Baracken zu erbauen sein‘. Das Resultat dieser Erwägungen scheint die Erbauung der späteren, jetzt niedergelegten Reuterkaserne gewesen zu sein, wenigstens weist eine Handzeichnung im Staatsarchiv rückwärts der kleinen Ritterstrasse eine Reihe ‚vorhabende Baraquen‘ nach.“

Und Hans Müller-Schlösser:

„Die vornehmste Straße Düsseldorfs, die des Adels und der hohen Beamten […] war die Ritterstraße. Bei der Pulverexplosion im Jahre 1634 standen hier nur wenige Häuser, und zwar nur an der einen bebauten Seite nach der Straße Altestadt zu, „achter der Mauer am Pulverturm“ genannt. Im Jahre 1684 ward beschlossen, die Straße auszubauen.“

## Bebauung
Die Ritterstraße hat mehrere denkmalgeschützte Gebäude, andere Fassaden wurden von Paul Sültenfuß gewürdigt.
- Nr. 2 und 4: Barocker Wohn- und Siedlungsbau aus dem 17. und 18. Jahrhundert, im 20. Jahrhundert restauriert; steht unter Denkmalschutz. Der Gebäudekomplex liegt auf dem spitz zulaufenden Grundstück  Reuterkaserne und Ritterstraße, wobei die Hauseingänge der Gebäude Nr. 2 und Nr. 4 zur Ritterstraße ausgerichtet sind. Am Rundturm des Hauses Nr. 2, ausgerichtet zum Rhein an der Reuterkaserne, befindet sich das Stammwappen derer von Goltstein, wobei der Adler in der Helmzier zwischen den zwei Büffelhörnern aus der Wappenbesserung von 1694 in Gold gehalten ist. An der Fassade der Nr. 2, mit Ausrichtung zum Schlossufer hin, befindet sich ein altes Düsseldorfer Stadtwappen mit dem gestützten Anker in den Pranken des Bergischen Löwens und darunter 16•S•P•Q•D•97 (Senatus Populus Que Düsseldorfiensis 1694).[4] Über dem Hauseingang Ritterstraße Nr. 2, dem Geburtshaus des Historienmalers Franz Cremer, befindet sich ein Ochse, welcher die Zugehörigkeit zur Fleischerinnung anzeigt. Die städtische Schlachthalle befand sich an der Reuterkaserne, wo auch vormals das alte Stadtwappen angebracht war. Über der Toreinfahrt das „Allianzwappen Aken“, Aken war der Erbauer des Hauses Ritterstr. 2. Und über dem Hauseingang der Nr. 4 ein Hauswappen, welches einen Helm mit offenem Flug und Schild mit rotem Kreuz aufzeigt.

„Sie waren ehedem und sind jetzt wieder ein Haus [Nr. 2 und Nr. 4], das wahrscheinlich von der Wittfrau Aaken erbaut wurde. Den Eingang zum Thorweg krönt ein Doppelwappen, unzweifelhaft, das der Erbauer. Oberst von Schaumburg hielt es in seiner „Historischen Wanderung durch Düsseldorf“ irrthümlich für das der gräflich von Goltstein’schen Familie, die das Haus allerdings später besessen hat, während es zwischendurch 1741 Eigentum des Hofraths Kessler, 1746 von Geheimrath Grein bewohnt war. Mit den übrigen auf der Citadellstrasse gelegenen Häusern des Grafen Goltstein wurde dieses Haus 1809 zum Verkauf angeboten und 1811 von Peter Cremer, dem Vater des jetzt dort wohnenden Kaufmanns und Seifenfabrikanten Engelbert Cremer acquirirt, der hier eine Kerzenfabrik errichtete.“

- Nr. 6: Laut Heinrich Ferber wurde das Haus mit Bewilligung des Kurfürsten Philipp Wilhelm vom Hofmaler Johannes Spilberg erbaut und ab 1687 bewohnt.[6]
- Nr. 8: Das zweigeschossige denkmalgeschützte Gebäude ist verputzt. Es wurde im Jahre 1890 unter Einbeziehung eines Vorgängerbaus erbaut. Die Fassadenfront ist in drei Achsen unterteilt und zeigt einen Mitteleingang. Rustika zeigen Sockel und Erdgeschoss, wobei die Stürze der Öffnungen mit Kopfkonsolen bereichert werden. Das Obergeschoss ist durch ein Gurtgesims von dem rustifizierten Sockel und Erdgeschoss abgesetzt. Die Fenster beider Obergeschosse setzen über Fensterbankgesimsen an. Gebänderte Lisenen fassen das Obergeschoss ein. Die Fenster dort haben gegliederte Faschen und zeigen Gebälke; die Mittelachse ist hier reicher geschmückt. Die Brüstungen sind gegliedert; über einem kräftigen Traufgesims setzen drei Lukarnen mit rundbogigen Fenstern an. Die äußeren Lukarnen haben dreieckige Giebel mit Kopfkonsolen, die mittlere einen rundbogigen mit Muschelmotiv und Aufsatz. Das Haus hat ein Mansarddach. Anfang der 1980er Jahre wurde das Haus restauriert.[7]

- Nr. 10 mit Hofflügel Ursulinengasse Nr. 3a: wurde um 1675 erbaut. Es ist ein Beispiel für die „Palaisarchitektur der Jan-Wellem-Zeit“ in Düsseldorf.[8]

- Nr. 12 und 14: Die Ursulinen errichteten 1685 bis 1700 mit Unterstützung Jan Wellems und seiner ersten Frau Maria Anna Josepha einen Neubau von Konvent und Kirche. Dem Architekten Matteo Alberti wird der Bau zugeschrieben. Die Fassade des Klostergebäudes der Ursulinen blieb bis heute erhalten[9]; die Klosterkapelle wurde im Zweiten Weltkrieg zerstört und durch einen Neubau ersetzt. Ende des 20. Jahrhunderts wurde auf dem Grund zwischen Ritterstraße und der heutigen Eiskellerstraße die „Schule an der Ritterstraße bzw. Schule am Hafenwall“ errichtet. Der Komplex Ursulinengasse/Ritterstraße bis hin zur Eiskellerstraße gehört heute zum St.-Ursula-Gymnasium und dem St.-Ursula-Berufskolleg; in der Nr. 14 der Ritterstraße befindet sich das Sekretariat.

- Nr. 16, 16a Palais Schaesberg, in welchem sich von 1812 bis 1814 der Sitz des Appellationsgerichtshofs Düsseldorf befand. Der ehemalige Gerichtssaal wurde zur Aula des St.-Ursula-Gymnasiums, welches sich in dem Gebäudekomplex auf der Ritterstraße von Nr. 14 bis 16a zieht.

- Nr. 18 bis 28: Die ehemaligen Gebäude, rechts neben dem Palais Schaesberg, gehörten zum Komplex des Altenpflegeheims St. Anna-Stift mit Zugang von der Eiskellerstraße Nr. 7, der zur Zeit neu aufgebaut wird. Dieser gehört der katholischen Gemeinde St. Lambertus und wird unter der Führung der Caritas als ambulante und stationäre Pflege von den Michaelitinnen mitgetragen.[10] 1849 hatten Bürger der Stadt den katholischen Waisenverein gegründet und mit Hilfe von Spenden 1850 ein Knabenwaisenhaus unter Leitung der Ordensschwestern in der Ritterstraße 20 eröffnet. Mit Gründung des St. Anna-Stifts in 1871 war in der Nr. 20 bis 22 eine Unterkunft für Mägde und eine Sozialstation für die ambulante Pflege armer und kranker Menschen untergebracht. Im Winter 1879/80 wurde in der Nr. 20 die „Armenküche im St. Anna-Stift“ eingerichtet.[11]

- Nr. 30: Haus „Zur Stadt Venlo“ (ehemaliger Spielhof des Katholischen Kindergartens, Eiskellerstraße 3, 2022 abgebrochen für Neubau des St.-Anna-Stifts)

- Nr. 36: War ein großes Wohnhaus mit Hinterhaus im Eigentum der Stadt Düsseldorf, hauptsächlich bewohnt von Arbeitern. Im Hinterhaus Parterre wohnte Hilarius Gilges, der 1933 von den Nationalsozialisten aus seiner Wohnung zum Rheinufer verschleppt, dort brutal misshandelt und ermordet wurde. Das Gebäude ist im Zweiten Weltkrieg abgegangen und heute Standort des „Hilarius-Gilges-Platz“.

- Nr. 1–9: Laut Heinrich Ferber die Hinterhäuser der Altstadt,[12] darunter die Nrn. 1–3, das Eigentum des Klosters der Töchter vom heiligen Kreuz, welche das damalige Theresienhospital Altestadt betrieben.

- Nr. 11: Es handelt sich hier um ein denkmalgeschütztes, dreigeschossiges, verputztes Haus. Die an der Fassade zwischen den Geschossen angebrachten Ankersplinten ermöglichen eine Datierung auf das Jahr 1698. Die Fassadenfront ist in fünf Achsen unterteilt und hat einen Mitteleingang mit abgesetztem Oberlicht. Das ursprüngliche Türblatt ist original erhalten geblieben, drei Stufen führen zum Eingang empor. Alle Öffnungen der Fassade zeichnen sich durch Naturstein-Einfassungen aus. Die Fenster im Erdgeschoss zeigen Klappläden. Der frühere Kellerzugang befindet sich rechts neben dem Eingang und hat eine moderne Verglasung. Zum Gebäude gehört auch ein Hofflügel. Das Satteldach ist ziegelgedeckt; durch Schleppgaupen tritt Tageslicht ein. Im Erdgeschoss ist eine bemalte Zimmerdecke erhalten. Im Jahre 1987 erfolgte eine Modernisierung des Hauses.[13]

- Dem Palais Schaesberg gegenüber, an der Ecke zur Ursulinengasse, befand sich um 1443 die Niederlassung des Klosters der Kreuzbrüder mit Krankenhaus und Kapelle. Nach 1812 profaniert wurden die Gebäude, so wie auch die Kreuzherrenkirche an der Ratinger Straße, für verschiedene Zwecken genutzt. Seit den 1990er Jahren dient der Neubau an der Ritterstraße Nr. 17 dem St.-Ursula-Gymnasium mit weiteren Klassen- und Kursräume.

- Nr. 21: Am Nachkriegsbau zeigt eine Steintafel den damaligen Aufenthalt des Dichters Christian Dietrich Grabbe, nach welchem der Grabbeplatz in Düsseldorf benannt wurde.
- Nr. 27–29: Wohnhaus, Baujahr 1904
- Nr. 35 Barockgiebel (heute Nachkriegsbau mit Haus der Offenen Tür)
- Nr. 37 Barockgiebel (heute Nachkriegsbau)

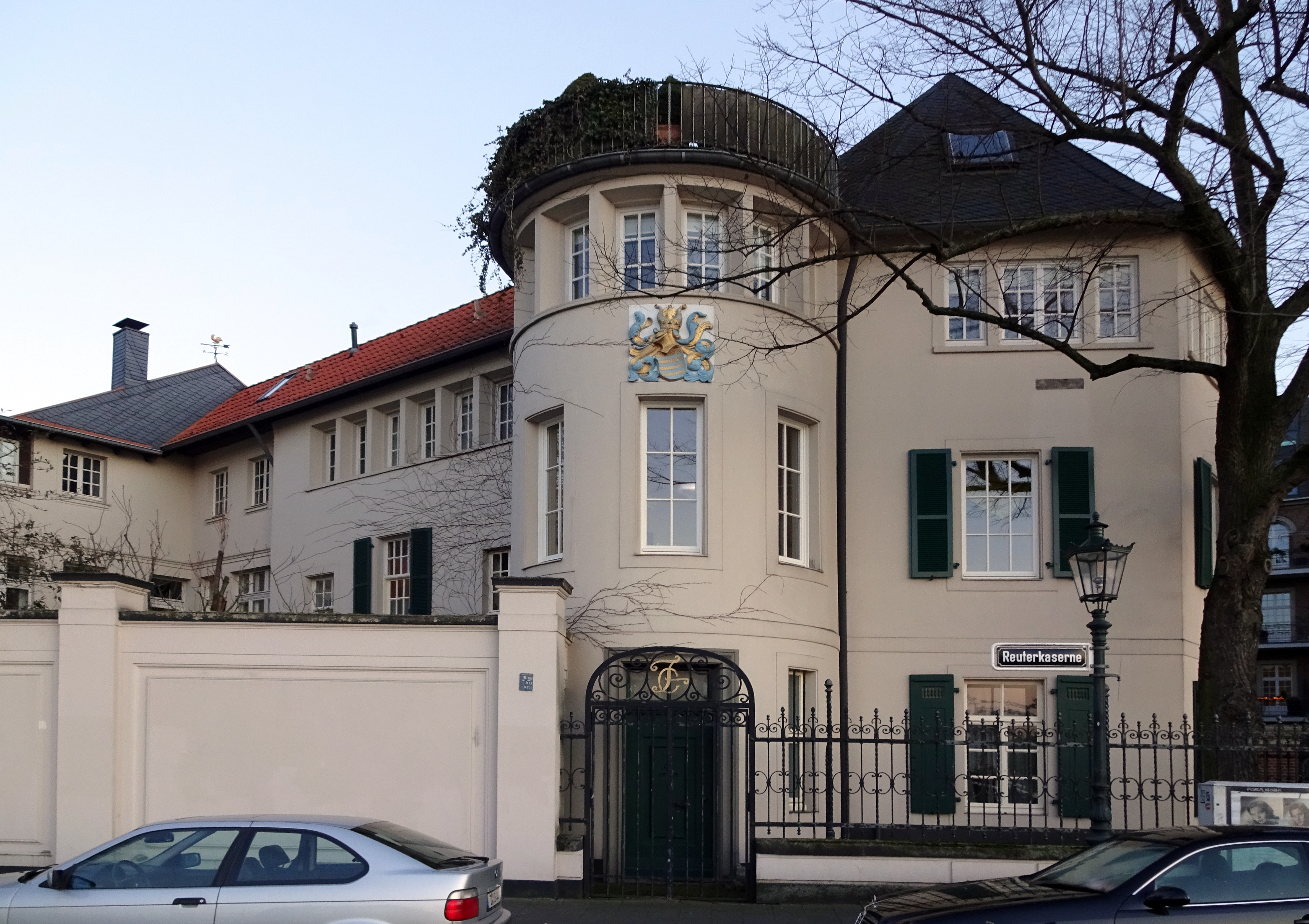
Turmanbau der Ritterstraße Nr. 2, Ansicht an der Reuterkaserne
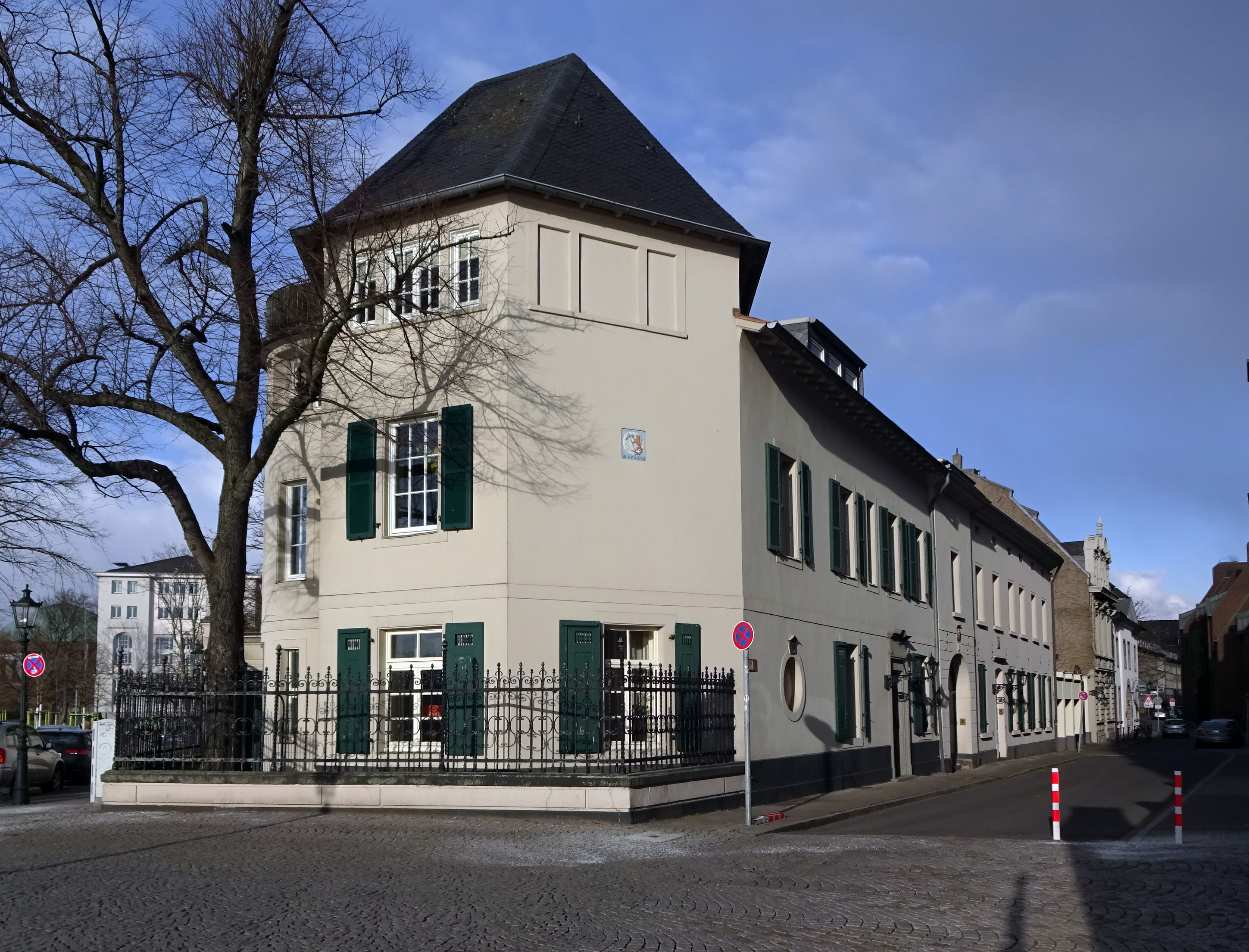
Sicht in die Ritterstraße mit Gebäuden Nr. 2 und 4
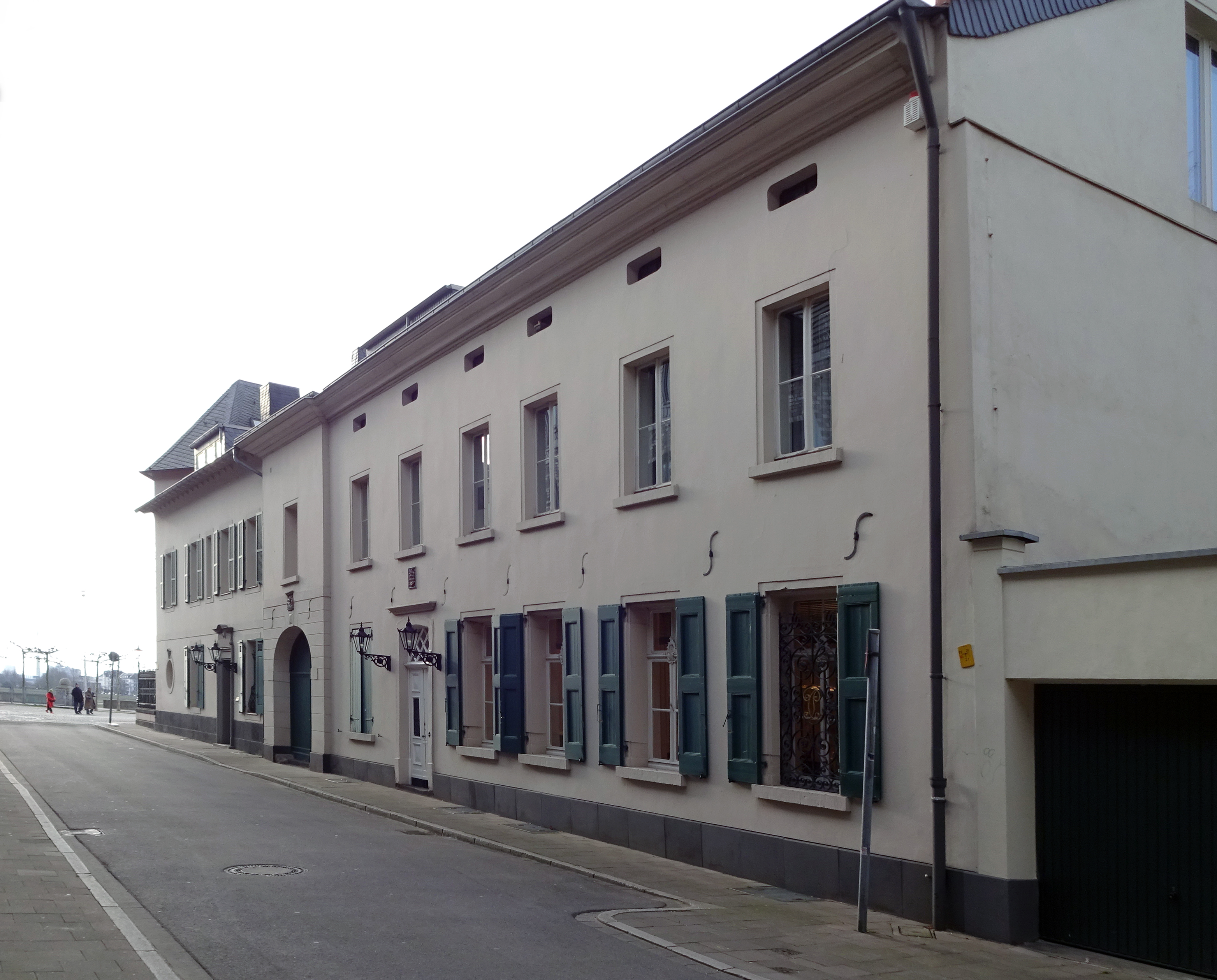
Ritterstraße 4 und 2
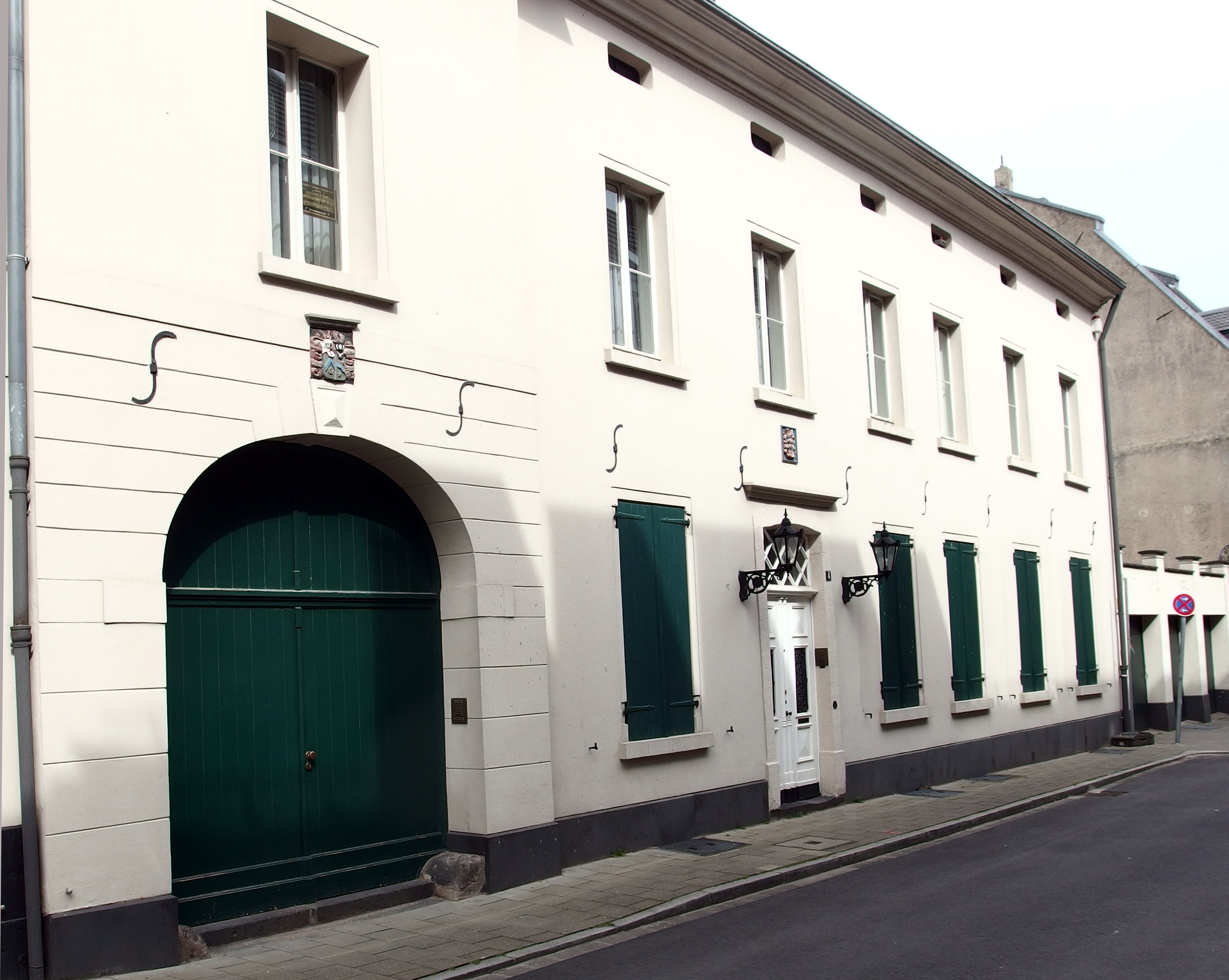
Ritterstraße 4
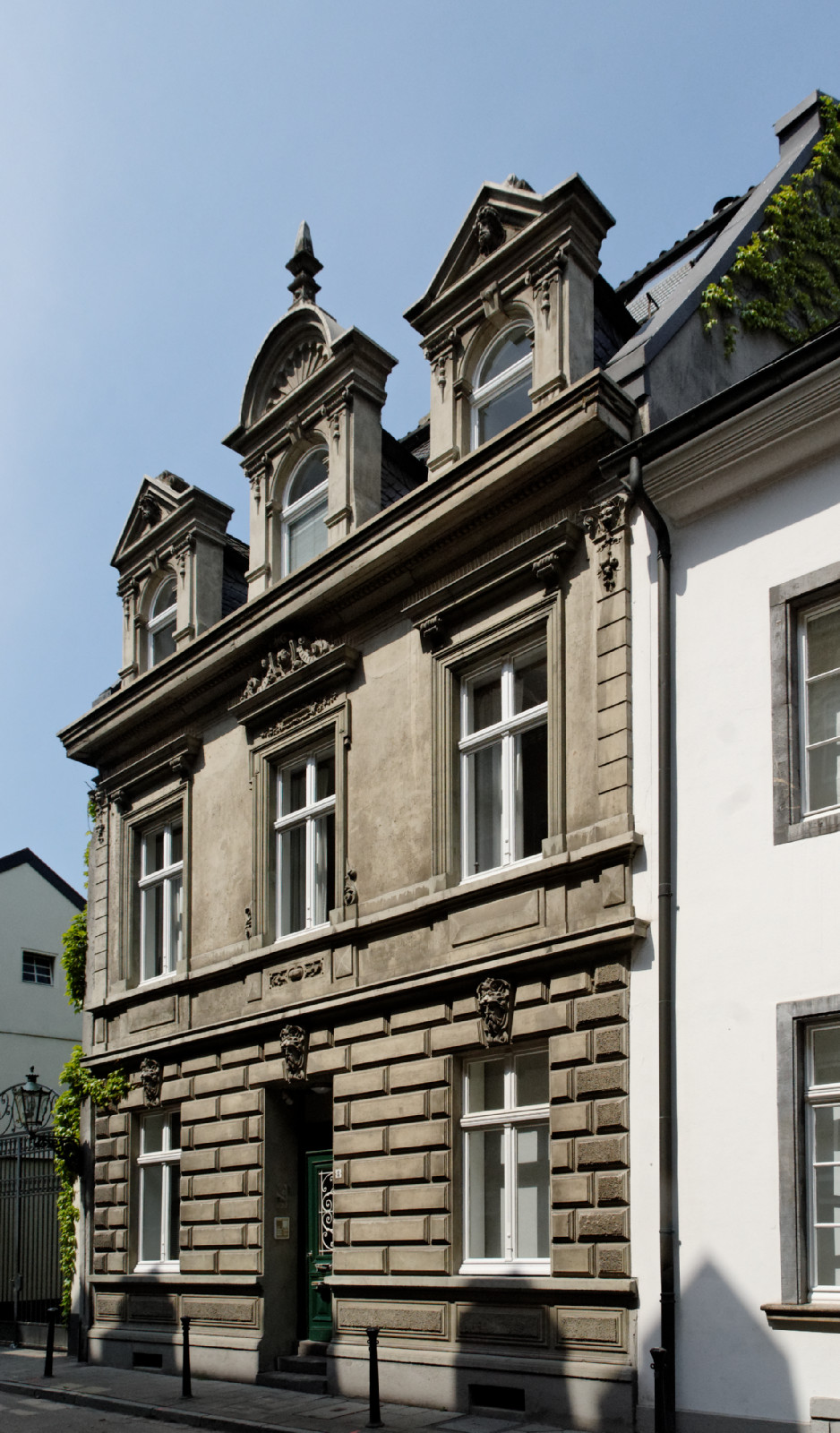
Ritterstraße 8
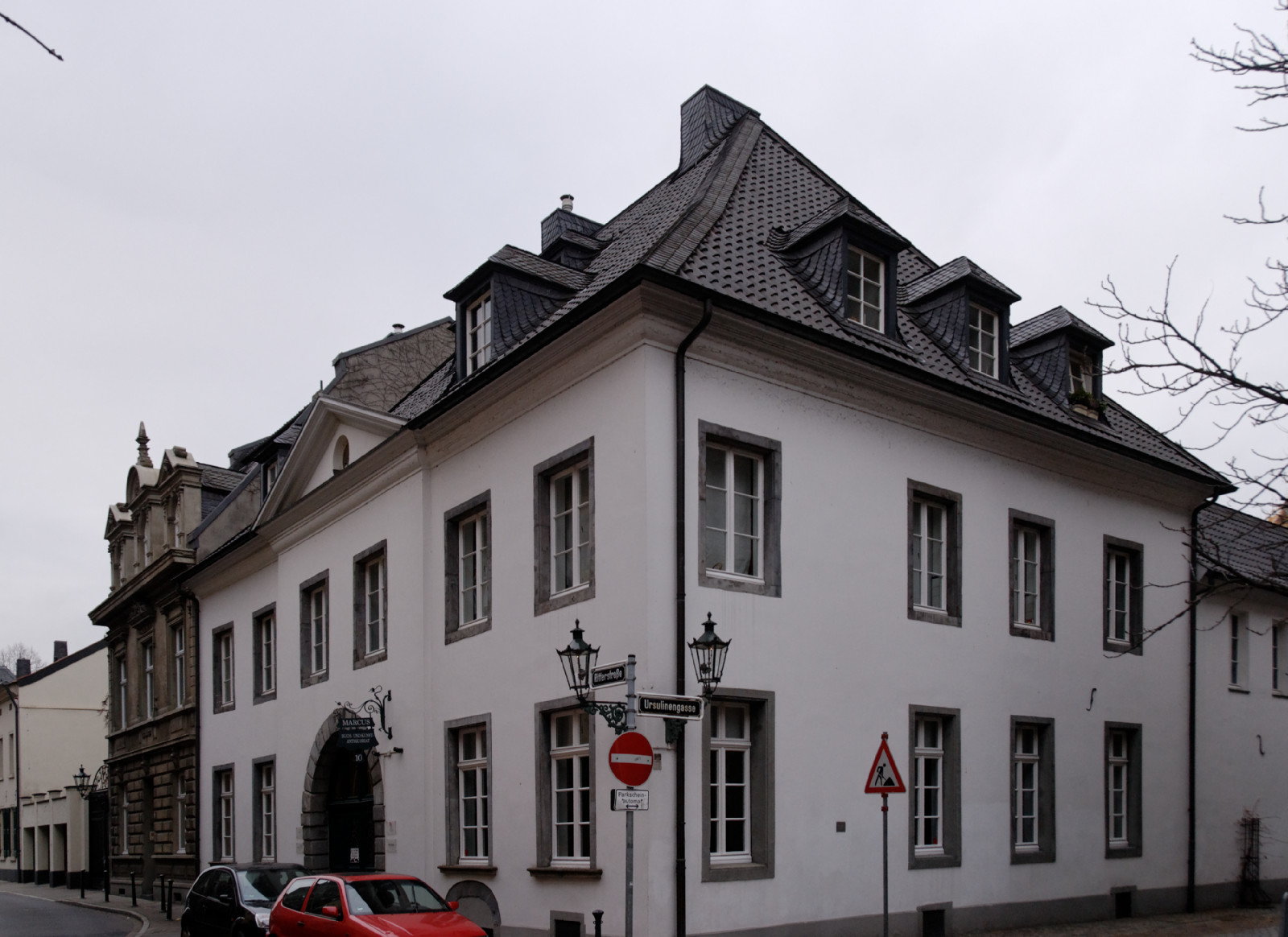
Ritterstraße 10
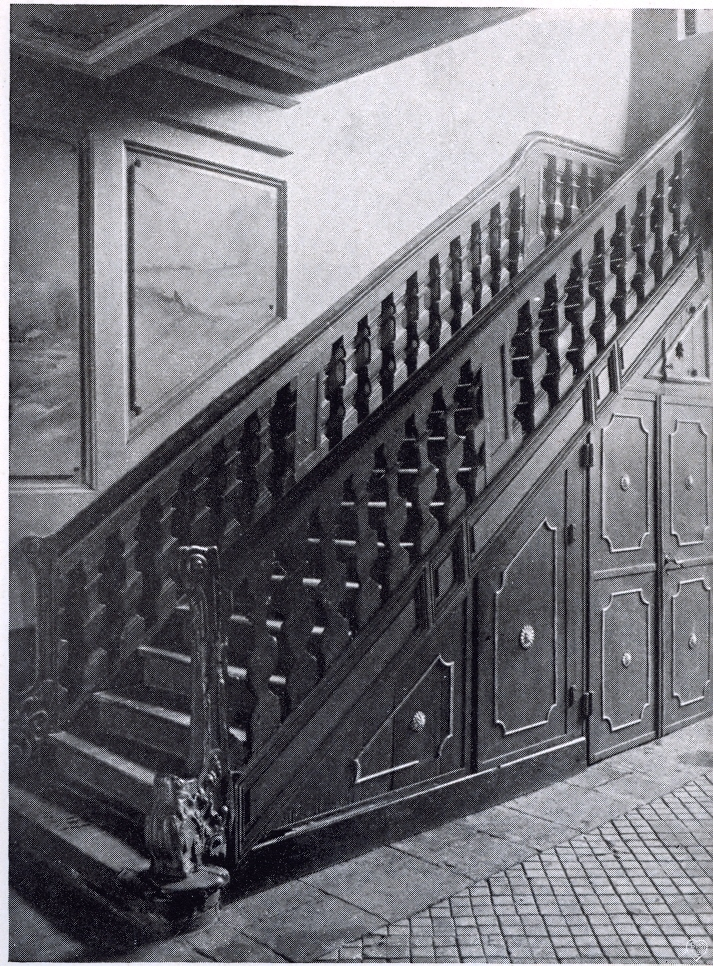
Ritterstraße 10, Treppe
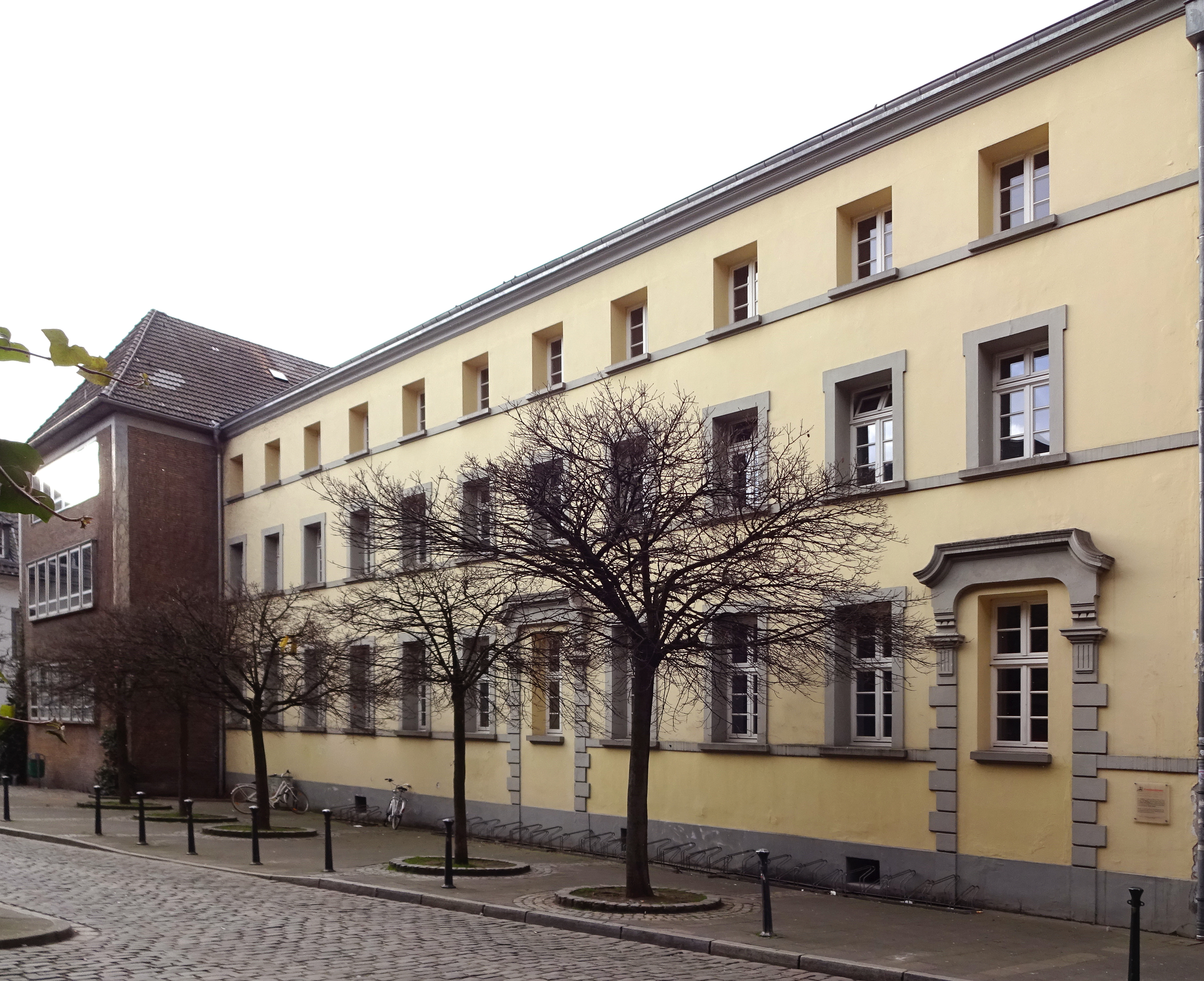
Ehemaliges Ursulinenkonvent, Ritterstraße 14
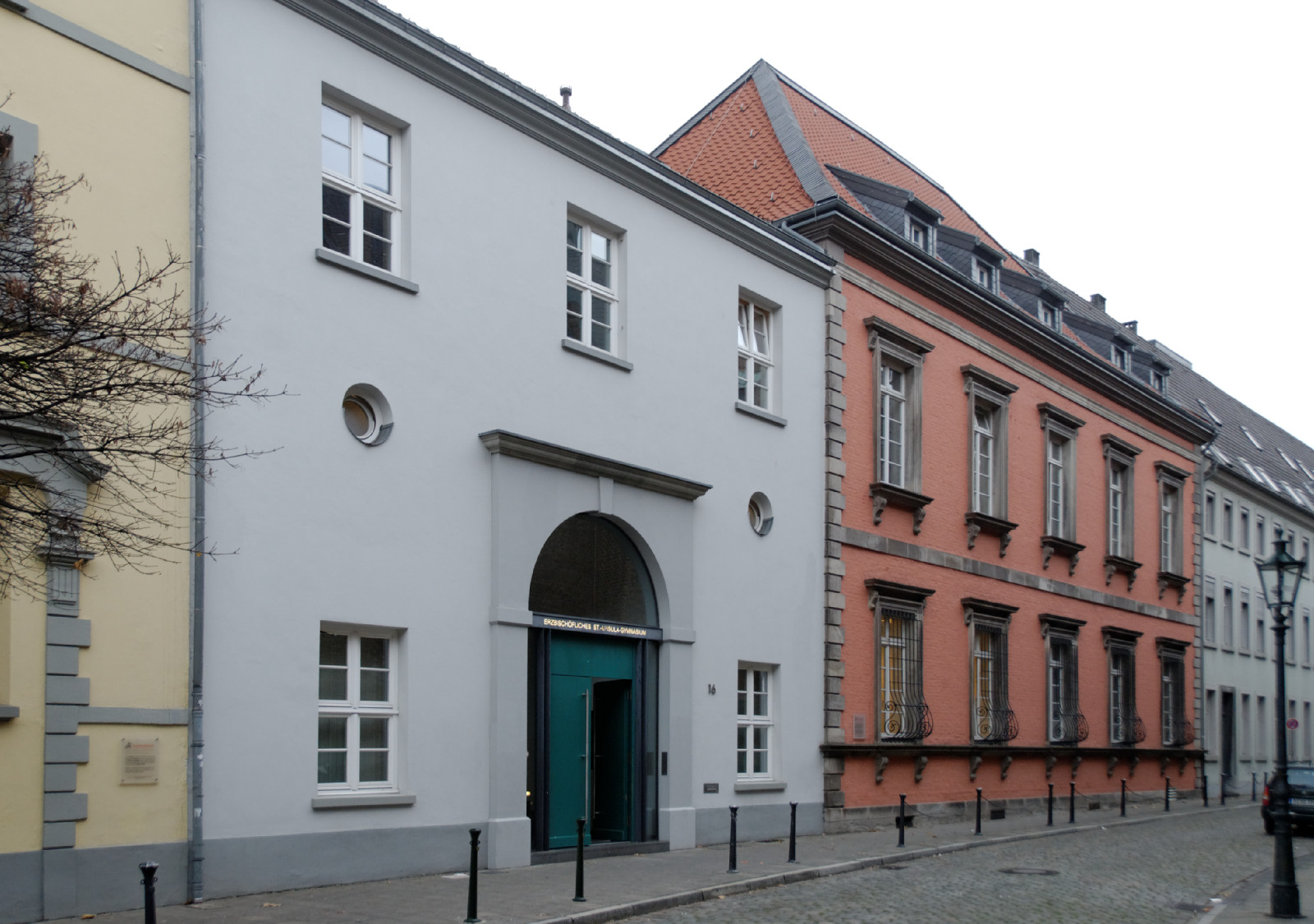
Ritterstraße 16 und 16a
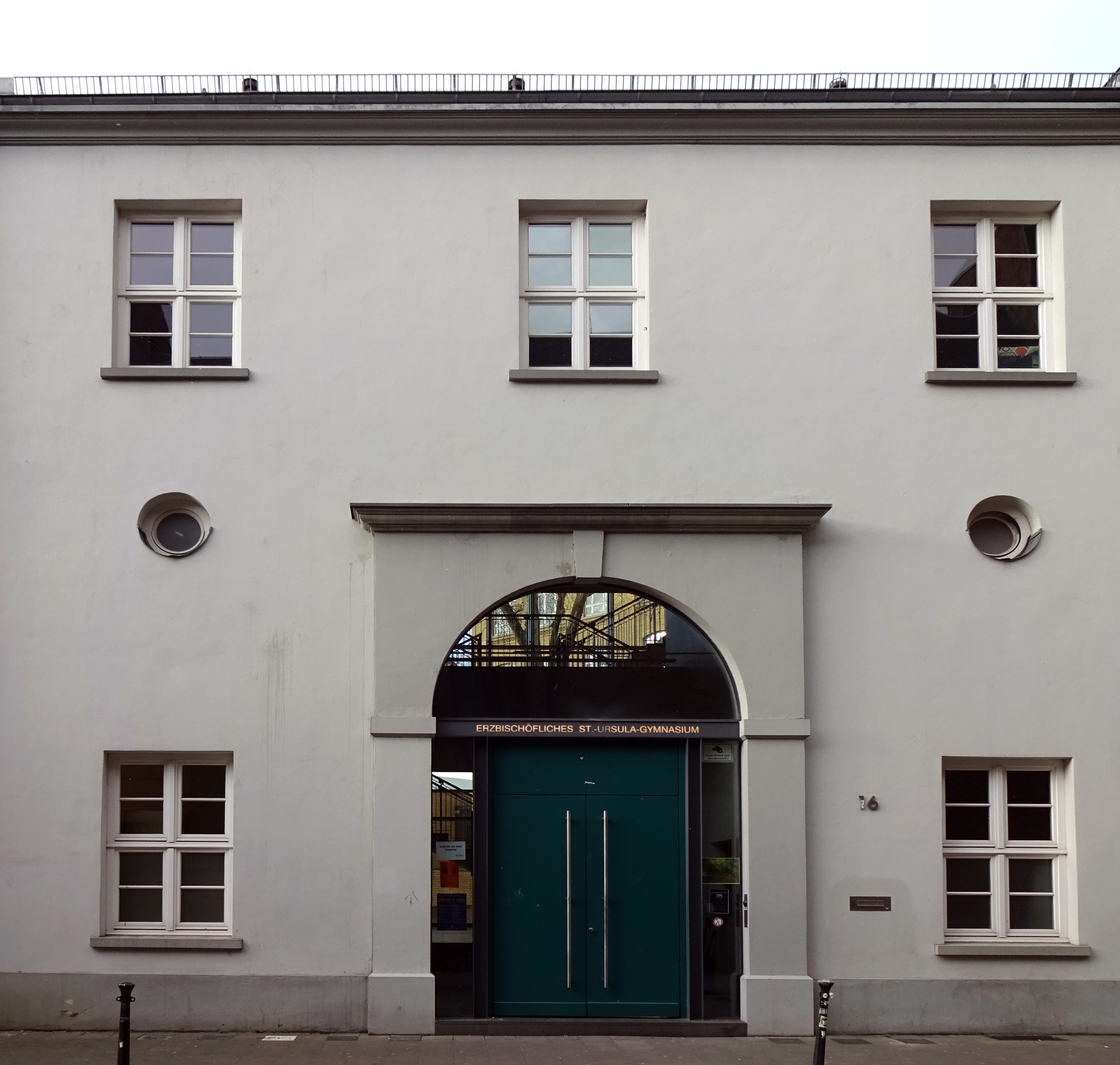
Ritterstraße 16 (Haupteingang St.-Ursula-Gymnasium)
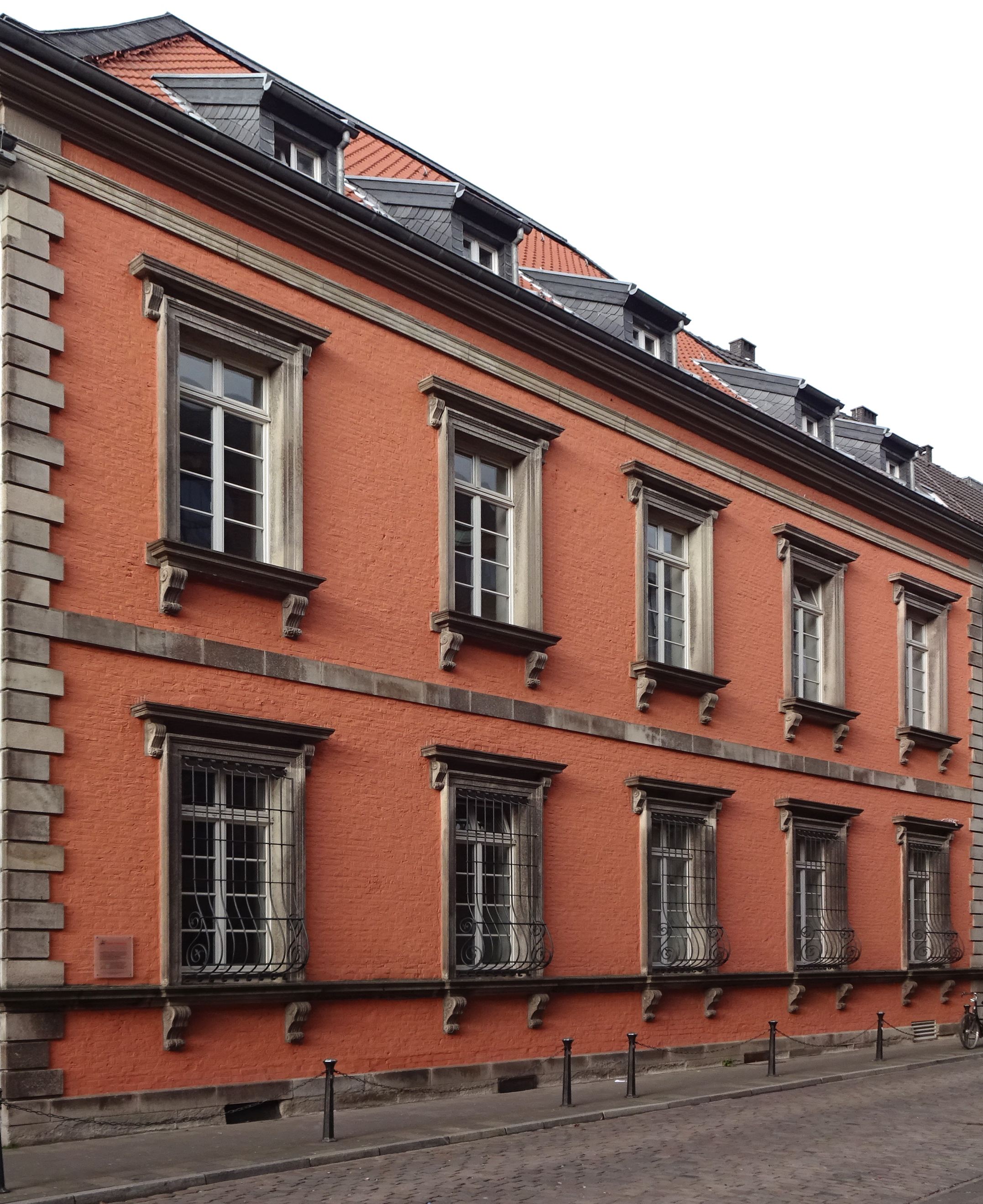
Fassade des Palais Schaesberg, Ritterstraße 16a
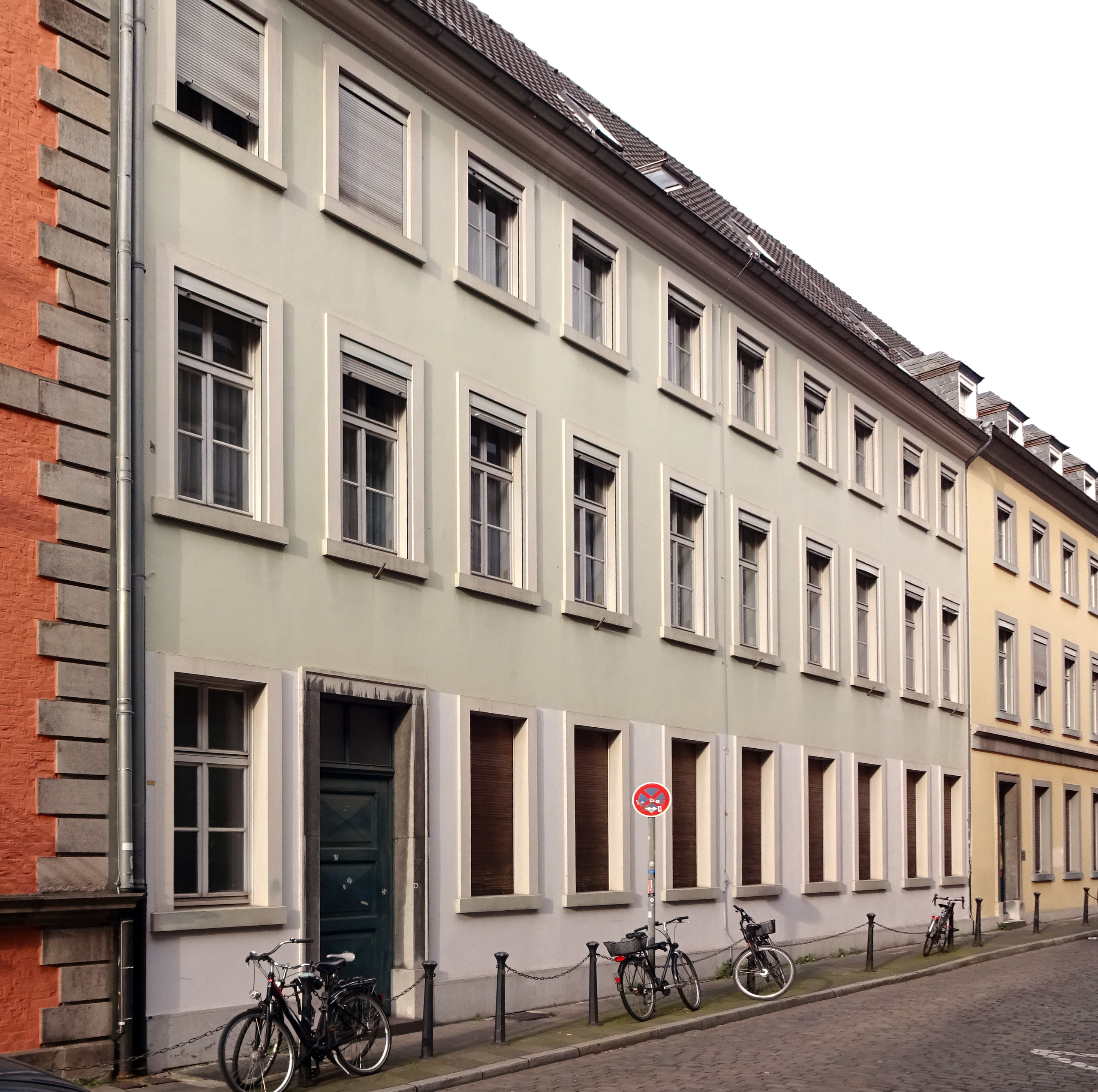
Ritterstraße 18 (Foto 2018, 2022 abgebrochen)
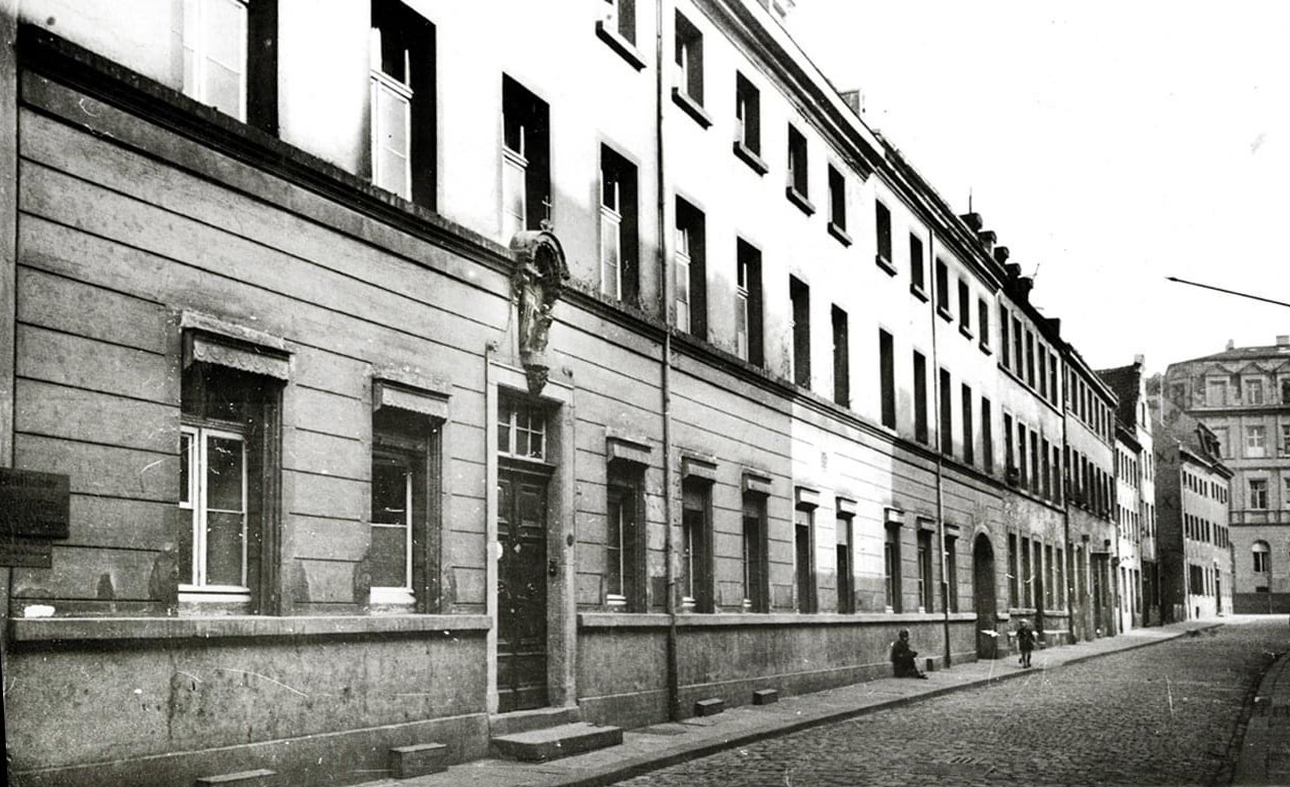
St. Anna-Stift, Ritterstraße 20–22, die Portalfigur der Heiligen Anna (1872) wurde im Zweiten Weltkrieg zerstört.
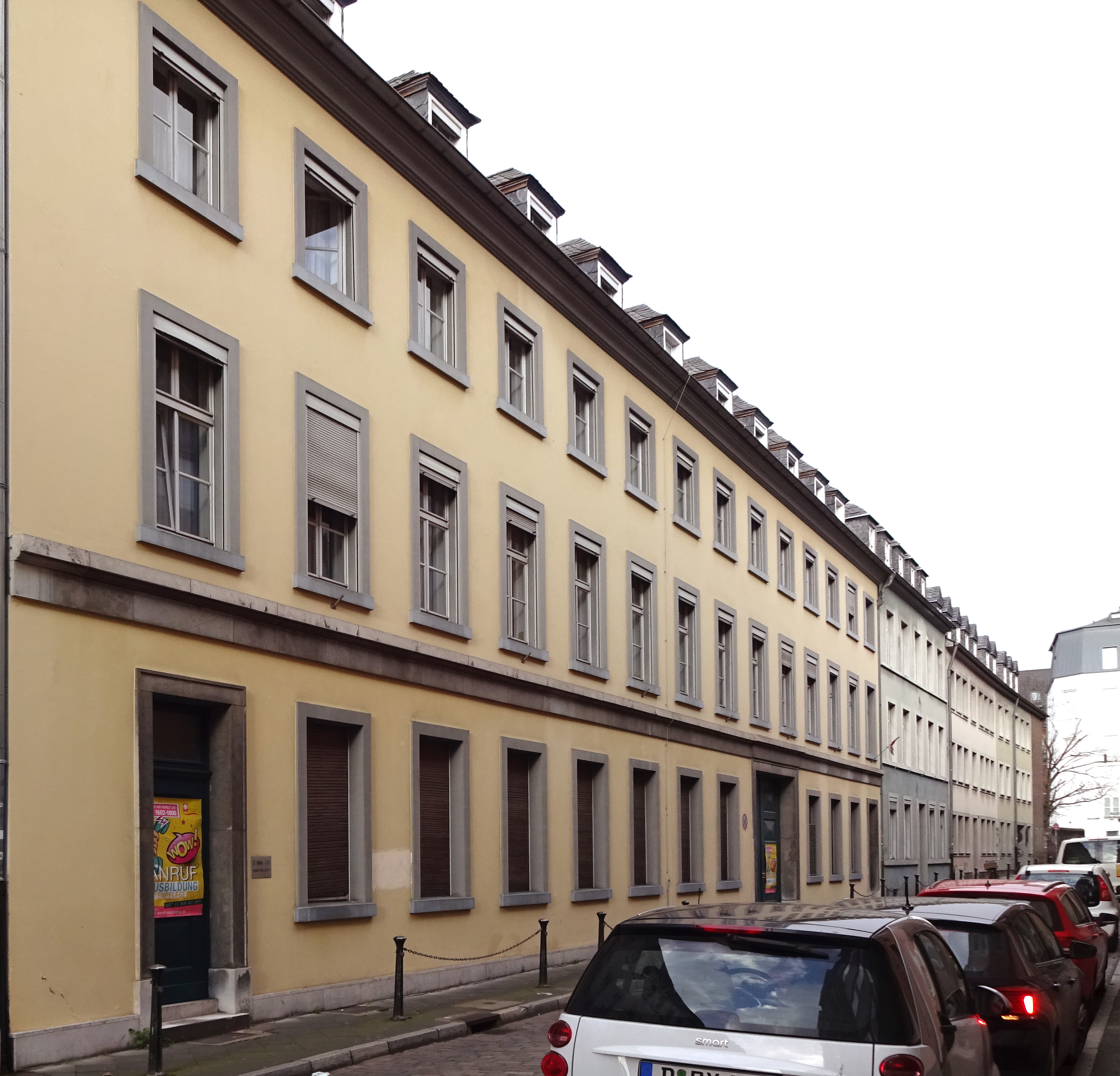
Fassade Ritterstraße 20 bis 22 (Foto 2018, 2022 abgebrochen)
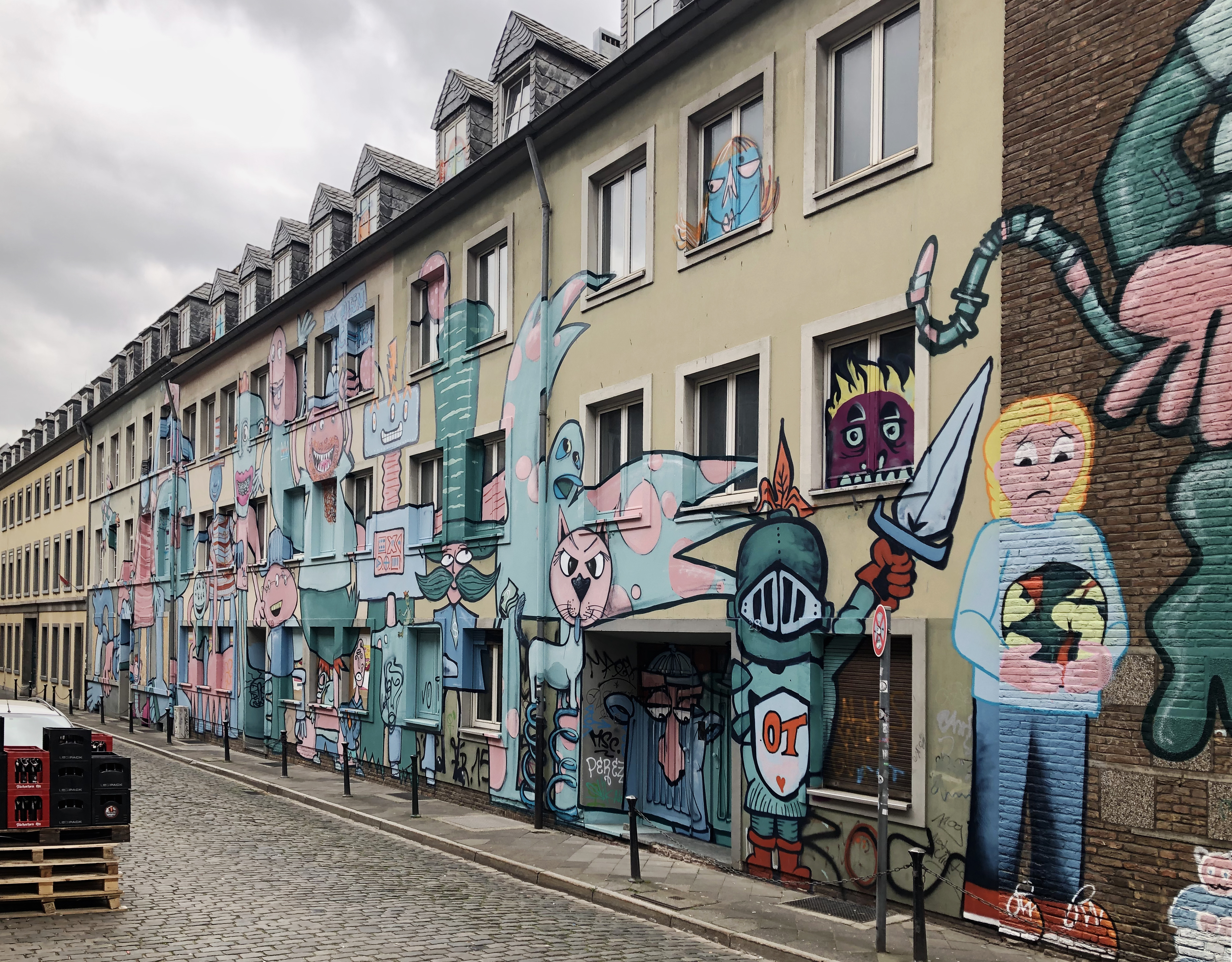
Ritterstraße 24 bis 28 (Foto 2018, 2022 abgebrochen)
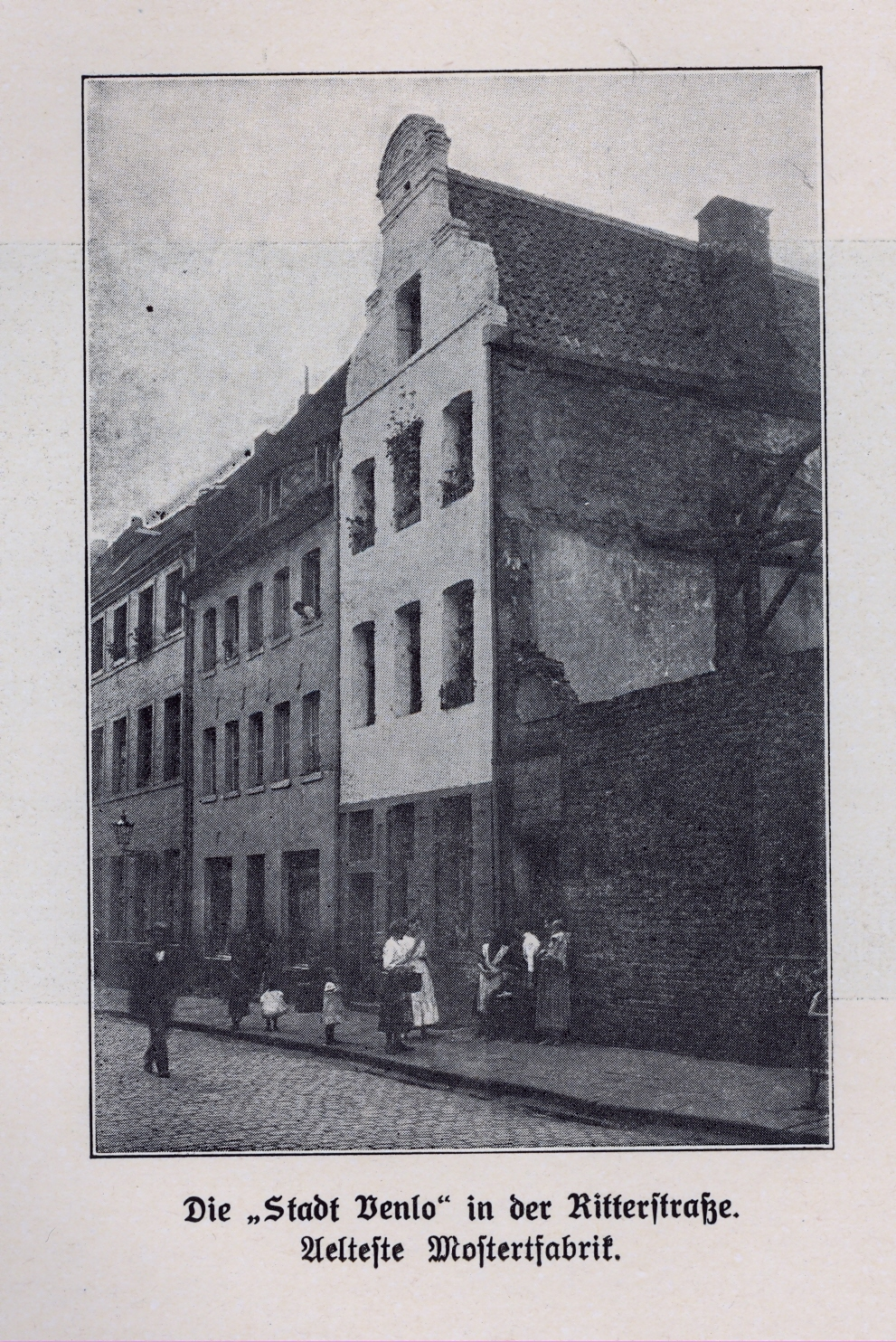
Ritterstraße 30 „Stadt Venlo“
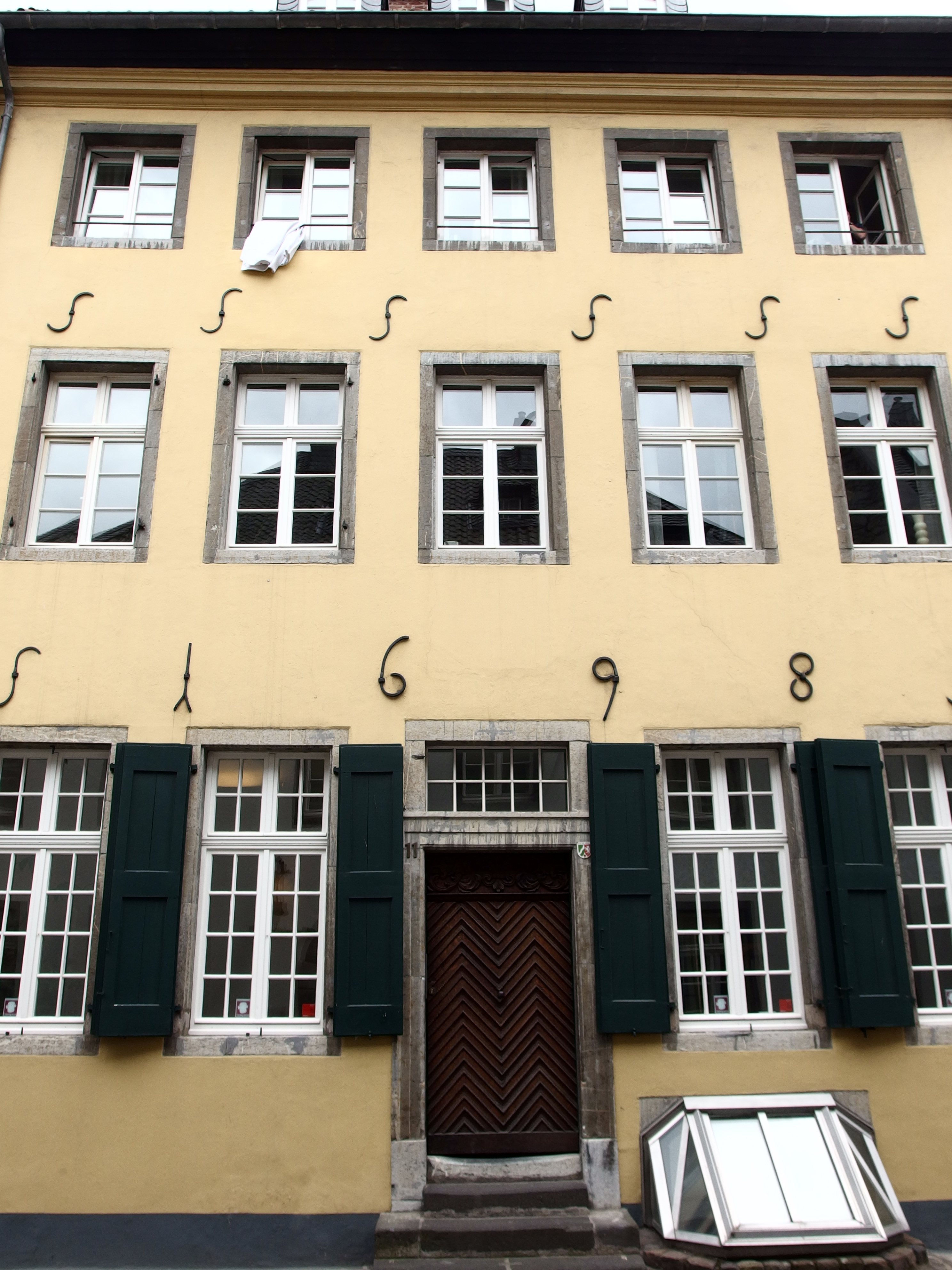
Ritterstraße 11
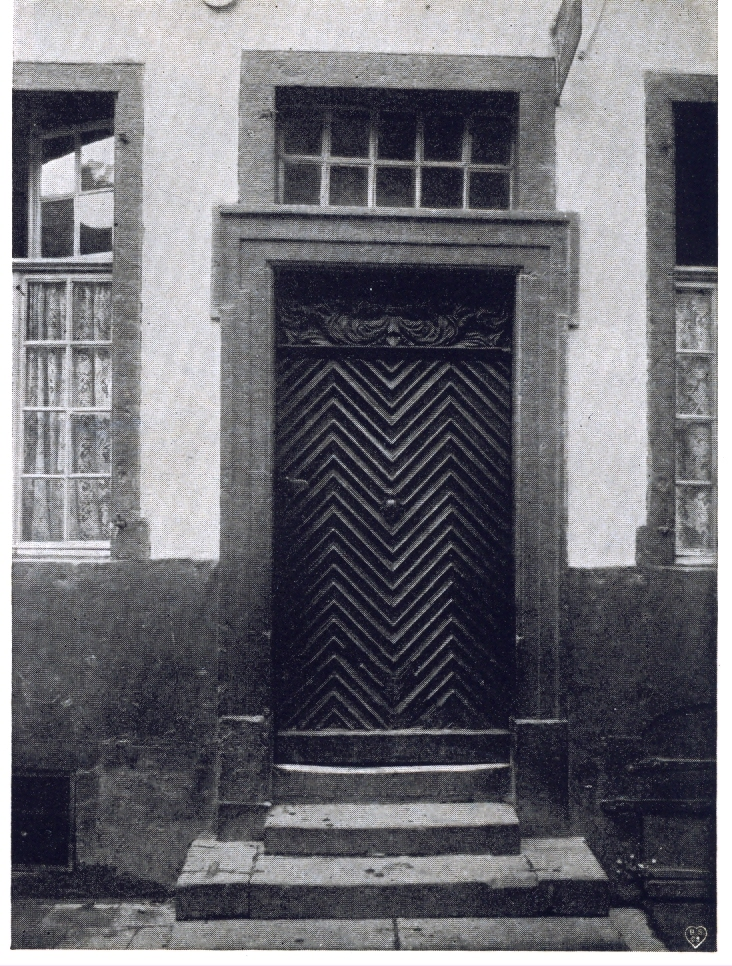
Ritterstraße 11, Haustüre
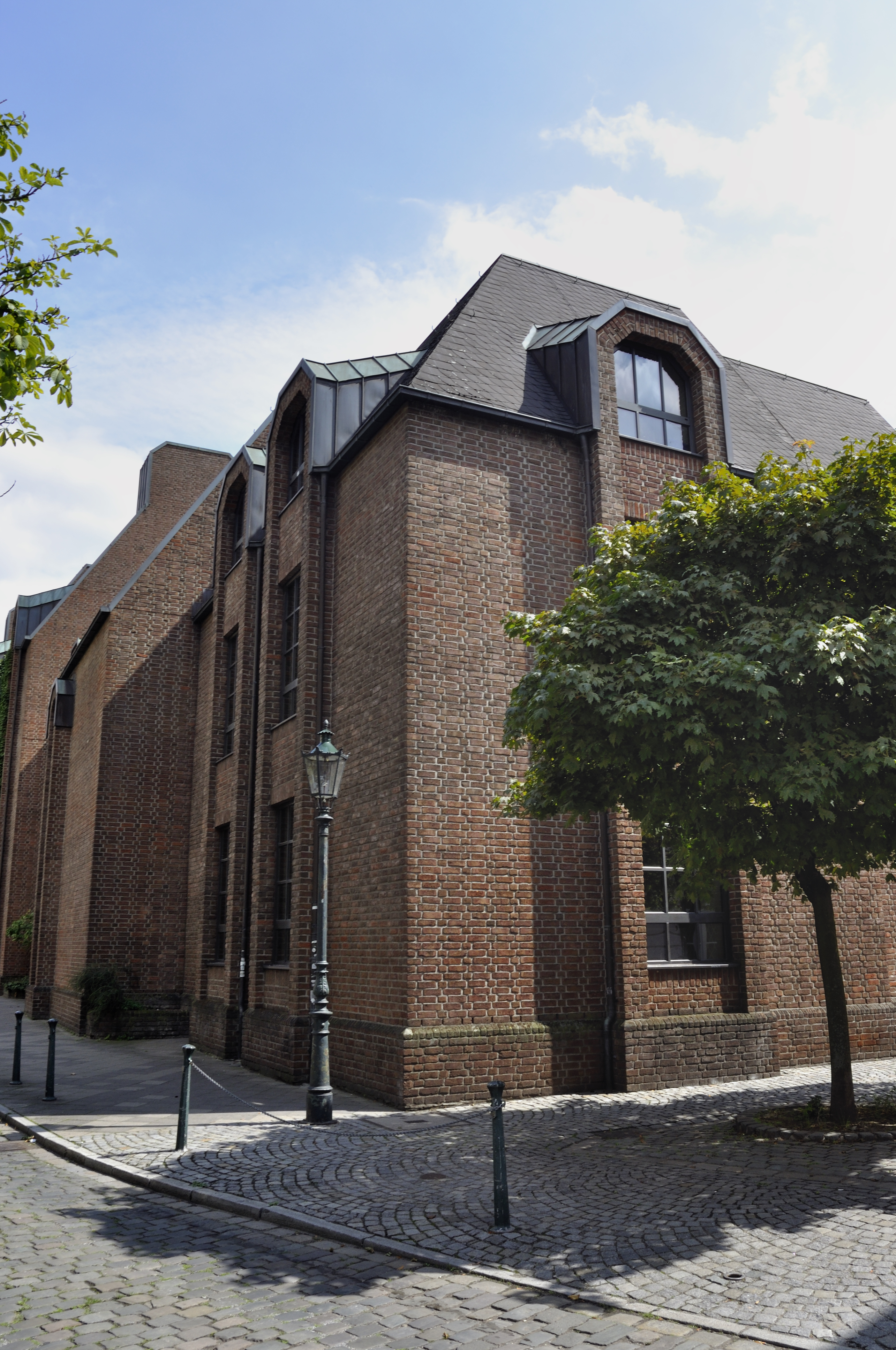
Ritterstraße Nr. 17, Ecke Ursulinengasse
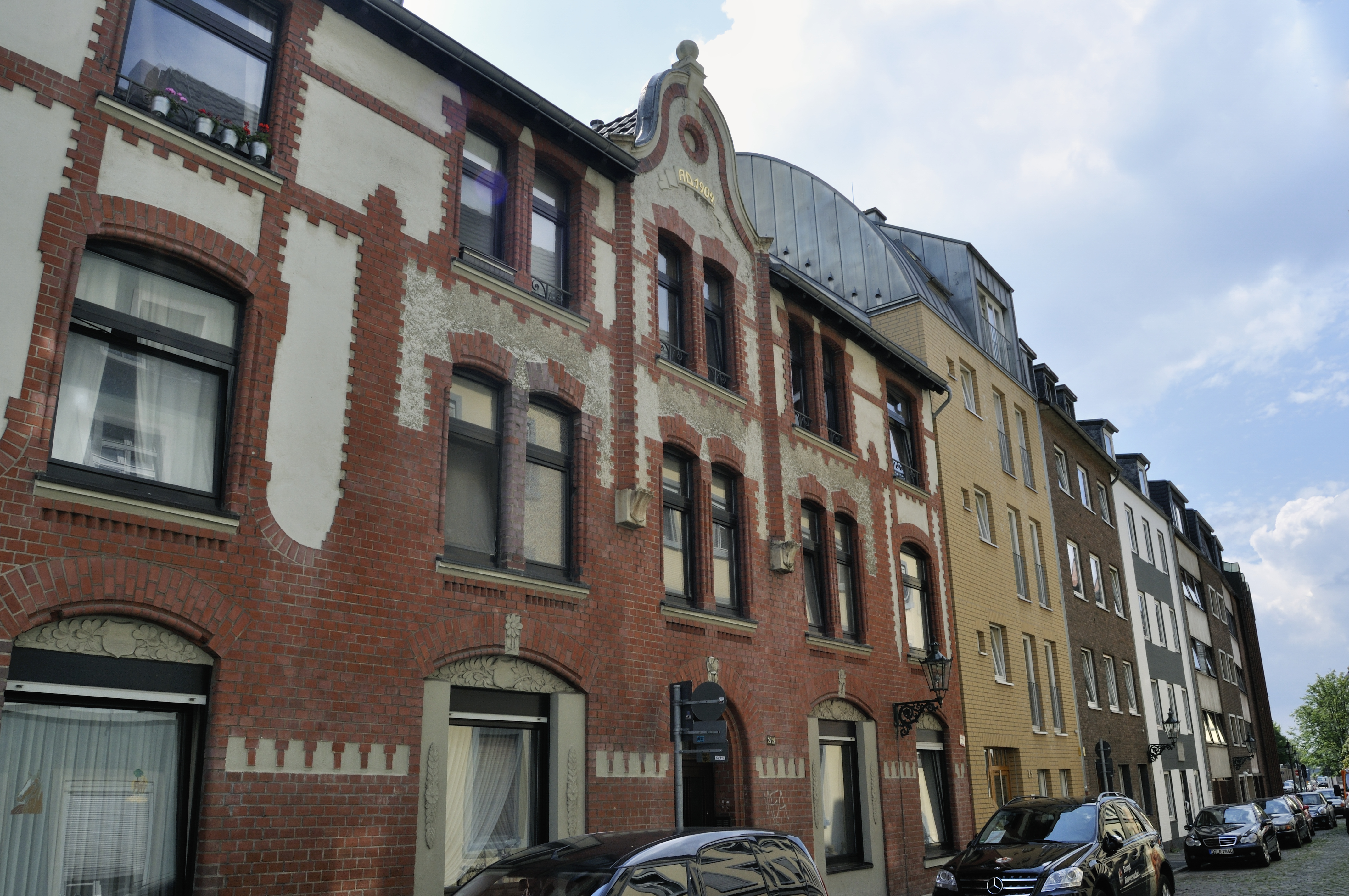
Ritterstraße Nr. 27–29
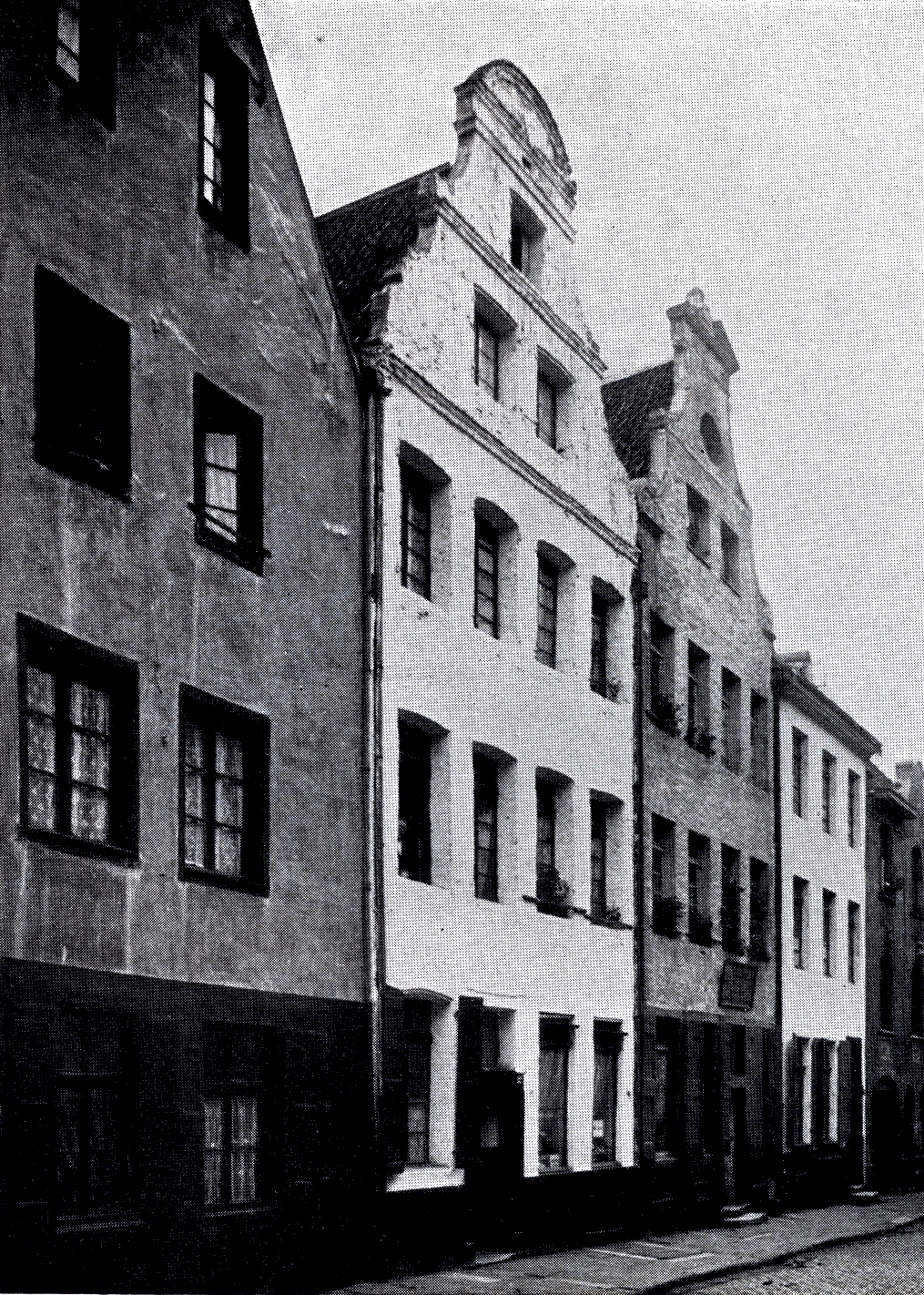
Ritterstraße (links die beiden Barockgiebel von Haus Nr. 35 und Nr. 37).
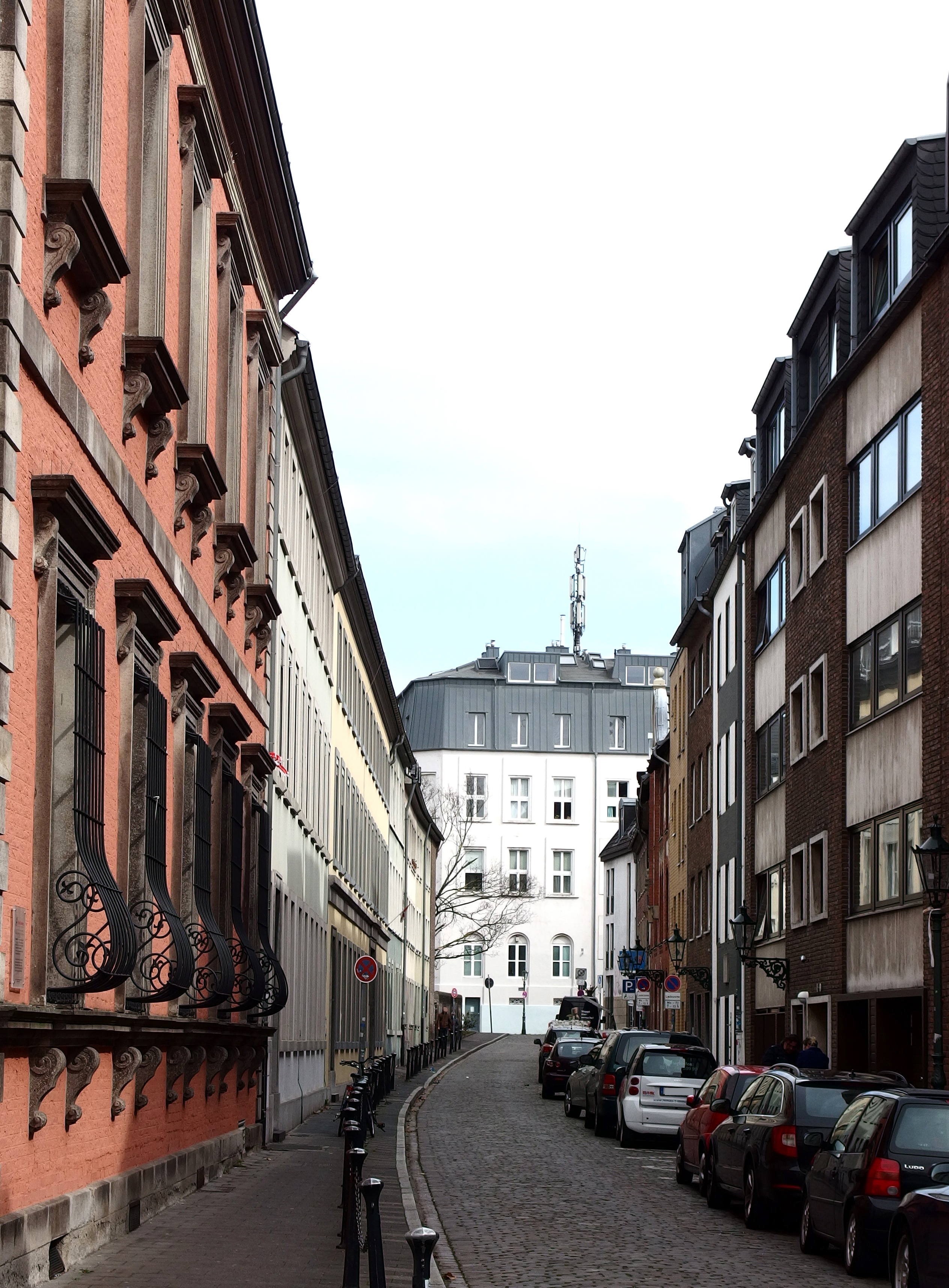
Ritterstraße mit Sicht auf den Eiskellerberg